# لويس جيرمان
لويس جيرمان (بالفرنسية: Louis Germain)‏ هو عالم حيوانات فرنسي، ولد في 8 يناير 1878 في نيور في فرنسا، وتوفي في 18 أكتوبر 1942 في أنجيه في فرنسا.